# 朱雀門の鬼 (宝塚歌劇)
『朱雀門の鬼』（すざくもんのおに）は、宝塚歌劇団の作品。花組公演。
併演作品は『ル・ピエロ』。

## 解説
※『宝塚歌劇100年史（舞台編）』の宝塚大劇場のページを参照
1976年春に勲四等宝冠章を受賞した天津乙女を祝って上演した舞踊劇。
平安時代、楽人の花麻呂（演：安奈淳）は"流泉"という名器の琵琶を盲目の老法師から奪うが、都に帰って琵琶を演奏しようとしても音が出ないうえに、法師の男勝りの娘である月姫（演：松あきら）から頼まれた鬼たちによってその琵琶を奪い返されてしまう。鬼神皓玄（演：天津乙女）は花麻呂の不心得を諭し、別れの引き出物として古代秘曲の「流泉」の舞を伝授する。

## 公演期間と公演場所
- 1977年1月1日 - 2月15日　宝塚大劇場[1]
- 1977年4月1日 - 4月28日　東京宝塚劇場[2]

## 宝塚大劇場公演のデータ
形式名は「舞踊劇」。11場。

### スタッフ
- 作・演出：北條秀司[1][3]
- 演出：植田紳爾[1][3]
- 音楽[3]：寺田瀧雄、入江薫
- 音楽指揮：野村陽児[3]
- 振付：花柳寿楽[3]
- 装置：荒島鶴吉[3]
- 衣装[3]：小西松茂、中川菊枝
- 照明：今井直次[4]
- 音響・録音：松永浩志[4]
- 小道具：上田特市[4]
- 効果：中田正廣[4]
- 演出補：阿古健[4]
- 演出助手：村上信夫[4]
- 制作[4]：橋本雅夫、野田浜之助
- 琵琶[4]：半田綾子